# North Hykeham
North Hykeham è un paese di 11 538 abitanti della contea del Lincolnshire, in Inghilterra.